# Rainville (Vosges)
Rainville település Franciaországban, Vosges megyében. Lakosainak száma 274 fő (2022. január 1.). Rainville Aouze, Balléville, Dommartin-sur-Vraine, Maconcourt, Pleuvezain, Removille, Saint-Paul, Soncourt és Vicherey községekkel határos.

## Népesség
A település népessége az elmúlt években az alábbi módon változott:
| Lakosok száma | 281  | 277  | 284  | 278  | 279  | 279  | 281  | 278  | 274  |
|               | 2013 | 2015 | 2016 | 2017 | 2018 | 2019 | 2020 | 2021 | 2022 |